# 14 december
14 december is de 348ste dag van het jaar (349ste dag in een schrikkeljaar) in de gregoriaanse kalender. Hierna volgen nog 17 dagen tot het einde van het jaar.

## Gebeurtenissen
- Algemeen
  - 1287 - Als gevolg van een zware storm treden overstromingen op rond de Zuiderzee en in East Anglia. Vijftigduizend mensen komen om het leven.[1]
  - 1856 - Het casino in Monte Carlo wordt geopend.[1]
  - 1963 - De inwoners van Hoogezand-Sappemeer schakelen als eerste gasverbruikers van Nederland over op aardgas uit Slochteren.
  - 1985 - Dorfbahn Serfaus geopend.
  - 1991 - Een uitbarsting van de vulkaan Etna begint op Sicilië en die zou nog jaren duren.
  - 2001 - Er ontstaat in Nederland een stormloop op de gratis eurokits die opgehaald kunnen worden.
  - 2012 - Bij een schietpartij op de Sandy Hook basisschool in het Amerikaanse Newtown komen 28 mensen om het leven waaronder 20 kinderen en de schutter.

- Kunst en cultuur
  - 1969 - De Dead Parrot-sketch van Monty Python wordt voor het eerst uitgezonden.[1]
  - 1972 - De Barend Servet Show zorgt voor opschudding door een spruitjesschillende dame die op koningin Juliana leek.
  - 1977 - Première van de film Saturday Night Fever met John Travolta en Karen Lynn Gorney in de hoofdrollen.[1]
  - 1983 - Dichteres Vasalis krijgt in Muiden de P.C. Hooftprijs uitgereikt uit handen van minister Elco Brinkman van Cultuur.
  - 2003 - Teatro La Fenice, het operagebouw van Venetië wordt heropend. Het gebouw was in 1996 in brand gestoken door bouwvakkers.
  - 2015 - Première van de film Star Wars: The Force Awakens.

- Media
  - 2012 - Leona Philippo wint seizoen 3 van het televisieprogramma The voice of Holland.
  - 2021 - De themakanalen NPO Nieuws en NPO Zappelin Extra zenden vandaag voor het laatst uit. NPO Nieuws verdwijnt niet helemaal maar gaat op in het themakanaal NPO Politiek, dat NPO Politiek en Nieuws gaat heten.[2]

- Oorlog
  - 1877 - Servië wordt bondgenoot van Rusland in de oorlog tegen Turkije.
  - 1994 - Het Internationale Rode Kruis (ICRC) roept de internationale gemeenschap op om een vredesplan op te stellen voor Rwanda.
  - 1995 - In Parijs wordt een vredesakkoord getekend tussen de presidenten Alija Izetbegović (Bosnië), Slobodan Milošević (Servië) en Franjo Tudjman (Kroatië).

- Politiek
  - 1819 - Alabama wordt de 22ste staat van de Verenigde Staten van Amerika.[3]
  - 1913 - Kreta wordt officieel geannexeerd door Griekenland.[1]
  - 1927 - Irak wordt onafhankelijk van het Verenigd Koninkrijk.
  - 1931 - In Utrecht wordt de Nationaal-Socialistische Beweging opgericht door Anton Mussert en Cees van Geelkerken.[1]
  - 1939 - De Sovjet-Unie wordt uit de Volkerenbond gezet.[1]
  - 1960 - De Organisatie voor Economische Samenwerking en Ontwikkeling (OESO) wordt opgericht in Parijs.
  - 1967 - Koning Constantijn II van Griekenland vlucht naar Italië.
  - 1981 - Israël annexeert de Golanhoogten van Syrië.[1]
  - 1983 - In Bolivia treedt het kabinet af nadat de senaat heeft gedreigd de bezuinigingsmaatregelen te verwerpen.
  - 1990 - Oliver Tambo, de voorzitter van het Afrikaans Nationaal Congres (ANC), roept op om de internationale sancties tegen Zuid-Afrika te herzien.
  - 1992 - De vooraanstaande Malawiaanse activist voor democratie, Chakufwa Chihana, wordt wegens opruiing veroordeeld tot twee jaar gevangenisstraf.
  - 1998 - De PLO schrapt de 'vernietiging van de staat Israël' uit zijn handvest.
  - 2003 - Verkiezingen in de Turkse Republiek Noord-Cyprus.
  - 2008 - In Roemenië sluiten de twee grootste partijen een regeerakkoord.
  - 2010 - De Italiaanse regering van Silvio Berlusconi overleeft met 314 stemmen tegen 311 een vertrouwensstemming in de Camera dei deputati. Meteen daarop breken in Rome zware rellen uit waarbij negentig gewonden vallen, waaronder vijftig politieagenten.
  - 2021 - Het parlement van Malta gaat akkoord met een wetsvoorstel dat het bezit van 7 gram cannabis en het thuis telen van maximaal vier wietplanten door volwassenen toestaat.[4]
  - 2023 - Het Amerikaanse Congres neemt een wet aan die de overheid verplicht om informatie met betrekking tot UFO's te openbaren binnen 25 jaar na het beschikbaar worden van die informatie tenzij de Amerikaanse president beslist dat de informatie geheim moet blijven vanwege de nationale veiligheid.[5]
  - 2024 - In Georgië wordt Micheil Kavelasjvili, oud-voetballer en parlementslid voor een anti-westerse splinterpartij van de regerende Georgische Droom, tot nieuwe president van het land gekozen. Hij was de enige kandidaat in een verkiezing die voor het eerst op indirecte wijze werd gehouden door middel van een kiescollege.(Lees verder)

- Religie
  - 867 - Adrianus II wordt paus.
  - 872 - Johannes VIII wordt paus.

- Sport
  - 1948 - Oprichting van de Poolse voetbalclub Górnik Zabrze.
  - 1984 - In Karachi eindigt de Nederlandse hockeyploeg als vierde bij het toernooi om de Champions Trophy.
  - 1991 - Bokser Arnold Vanderlyde en schoonspringer Edwin Jongejans delen de eretitel Nederlands Sportman van het jaar. Bij de vrouwen gaat de titel naar schaatsster en wielrenster Ingrid Haringa.
  - 1998 - James Hickman verbetert bij de EK kortebaan (25 meter) in Sheffield het wereldrecord op de 100 meter vlinderslag tot 51,02.
  - 2001 - Zwemmer Pieter van den Hoogenband brengt bij de EK kortebaan (25 meter) in Antwerpen het Europese record op de 200 meter vrije slag kortebaan (25 meter) op 1.42,46. Bij datzelfde toernooi verbetert Thomas Rupprath het wereldrecord op de 100 meter vlinderslag kortebaan: 50,26.
  - 2003 - Pieter van den Hoogenband scherpt bij de Europese kampioenschappen kortebaan (25 meter) in Dublin zijn eigen Europese record op de 200 meter vrije slag kortebaan (25 meter) aan tot 1.41,89.
  - 2010 - Oud-international Gary Speed wordt aangesteld als bondscoach van de nationale voetbalploeg van Wales. Hij volgt John Toshack op.
  - 2019 - Voormalig dartkampioen Raymond van Barneveld verliest al in de eerste ronde tijdens WK 2020 en zet, (wat later zou blijken) voorlopig, een punt achter zijn carrière.

- Wetenschap en technologie
  - 1900 - Max Planck publiceert zijn studie over de kwantummechanica.[1]
  - 1902 - Eerste telegraafkabel gelegd onder de Stille Oceaan.[1]
  - 1911 - Roald Amundsen bereikt als eerste mens de Zuidpool.[1]
  - 1962 - Het ruimtevaartuig Mariner 2 vliegt op een afstand van zo'n 35.000 km langs de planeet Venus. Voor het eerst in de geschiedenis van de ruimtevaart vliegt een ruimtevaartuig langs een andere planeet.[6][7]
  - 1967 - Arthur Kornberg stelt als eerste een kunstmatig virus (ΦX174) samen.
  - 1972 - Eugene Cernan verlaat als (tot nu toe) laatste bezoeker de maan om met de Apollo 17 naar de aarde terug te keren.
  - 2004 - De Franse president Jacques Chirac opent het Viaduct van Millau over de rivier de Tarn in Zuid-Frankrijk, het hoogste viaduct ter wereld.
  - 2013 - De Chinese maanlander Chang'e 3 en de rover Yutu maken een zachte landing op de Maan. Voor het eerst sinds 1976 is er weer een ruimtevaartuig op de Maan geland.[8]
  - 2021 - NASA maakt bekend dat de Parker Solar Probe op 28 april 2021 als eerste ruimtevaartuig in de geschiedenis de corona rond de zon heeft doorkruist. Het toestel verzamelde daarbij materiaal en verrichtte metingen aan het magnetisch veld. In een wetenschappelijk artikel in het blad Physical Review Letters beschrijven de onderzoekers de resultaten.[9][10]

## Geboren

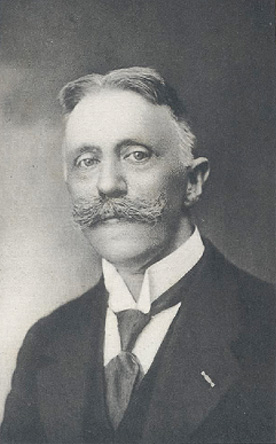
Dirk Jan de Geer
geboren in 1870

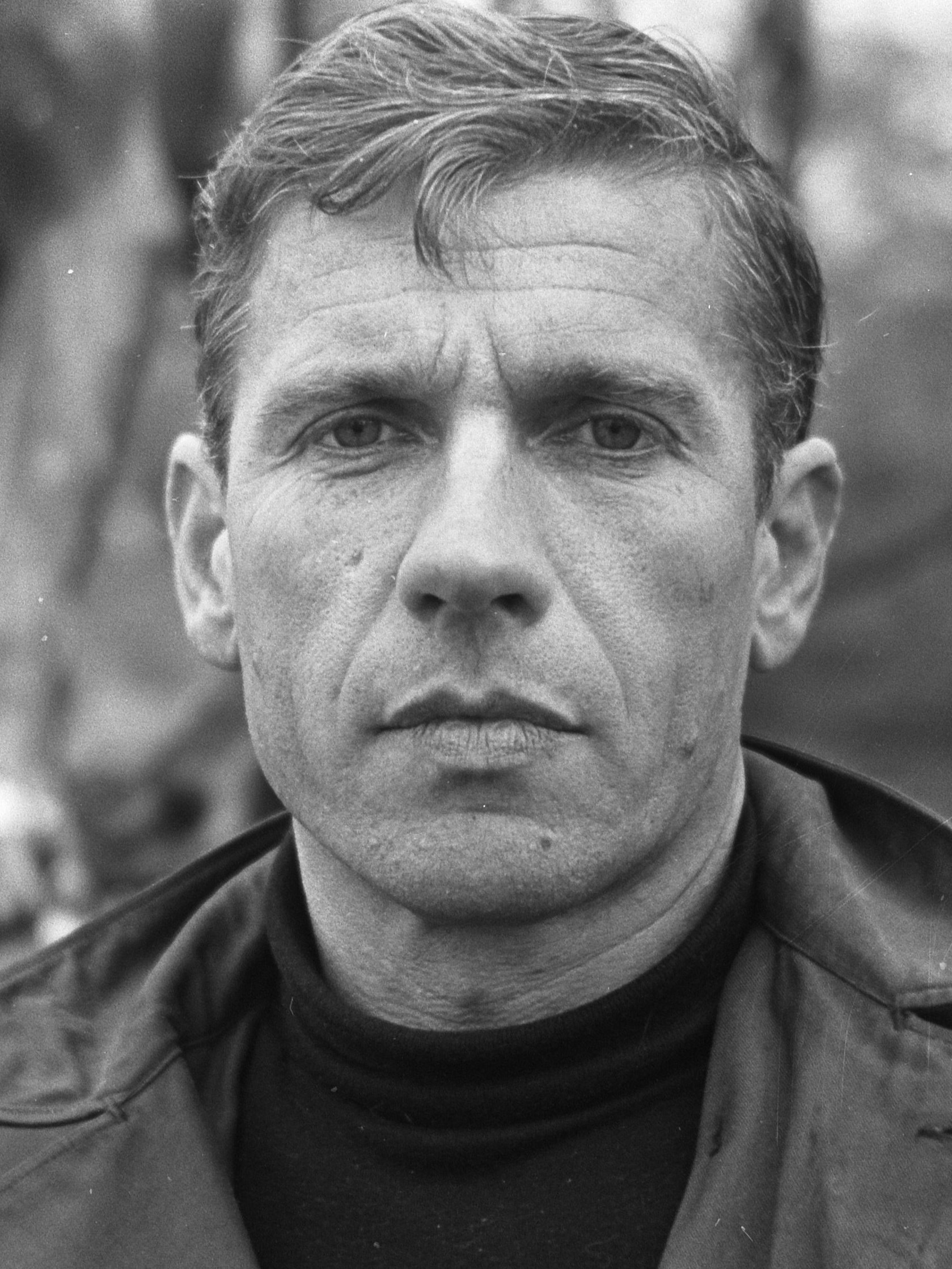
Gerard Reve
geboren in 1923

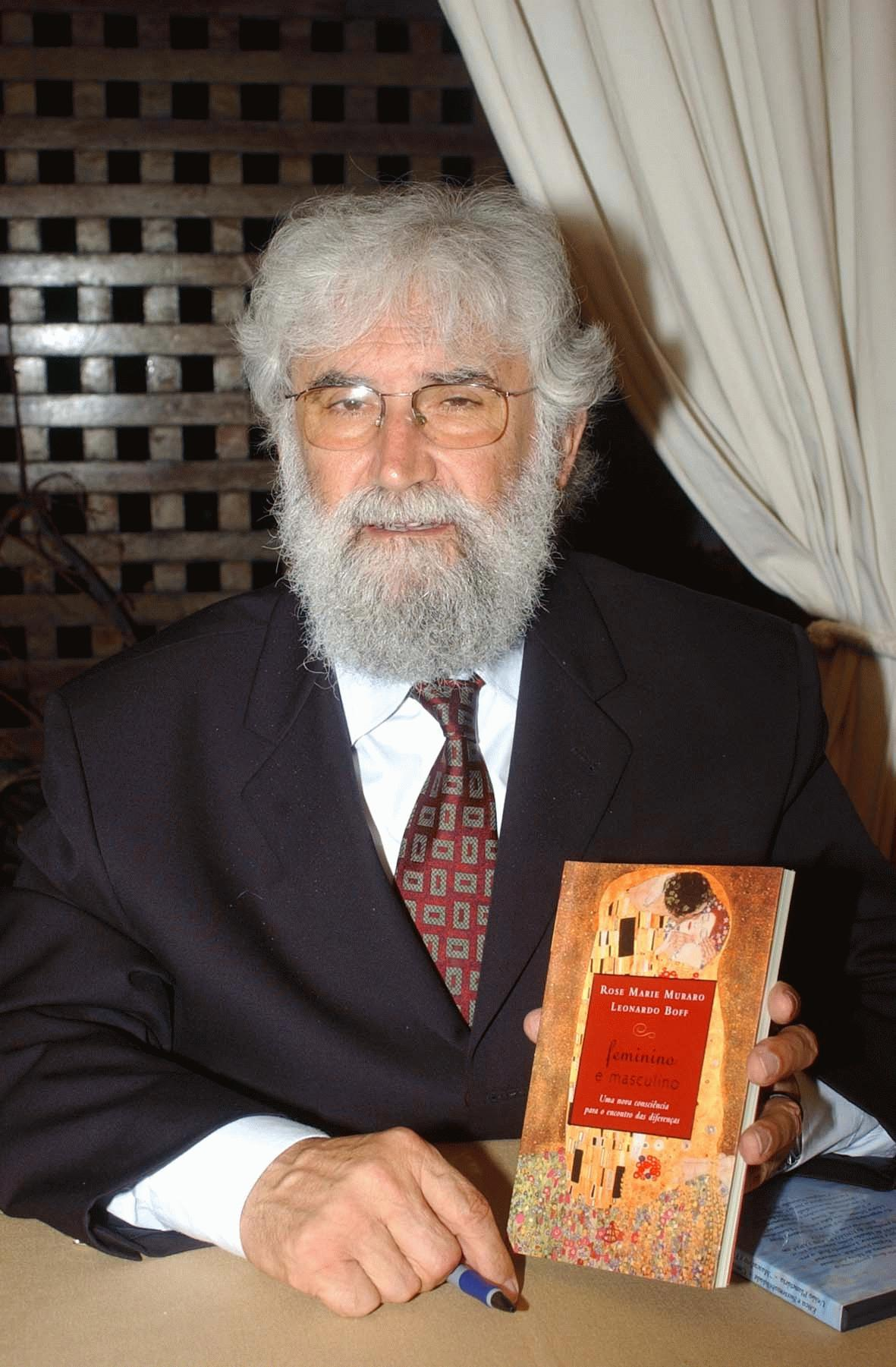
Leonardo Boff
geboren in 1938

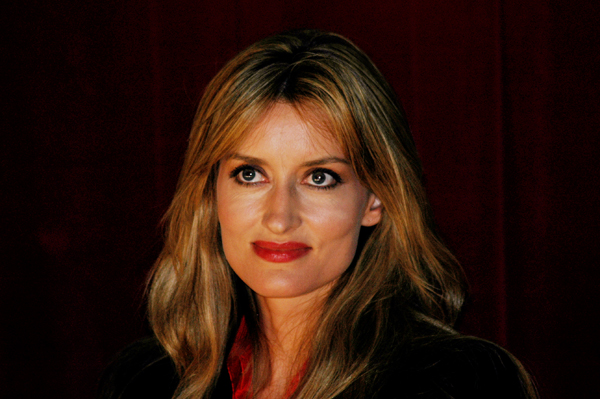
Natascha McElhone
geboren in 1971

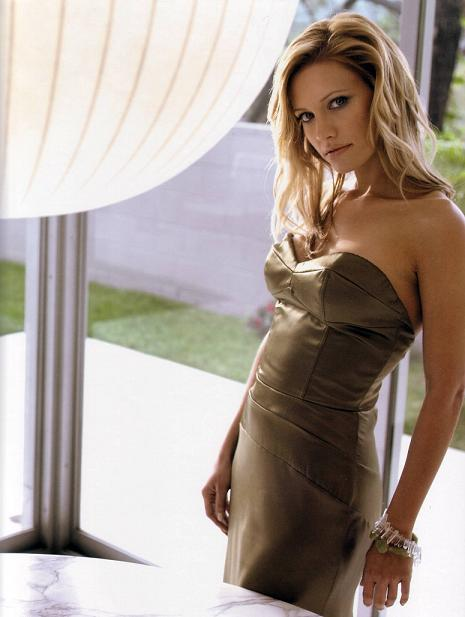
KaDee Strickland
geboren in 1975

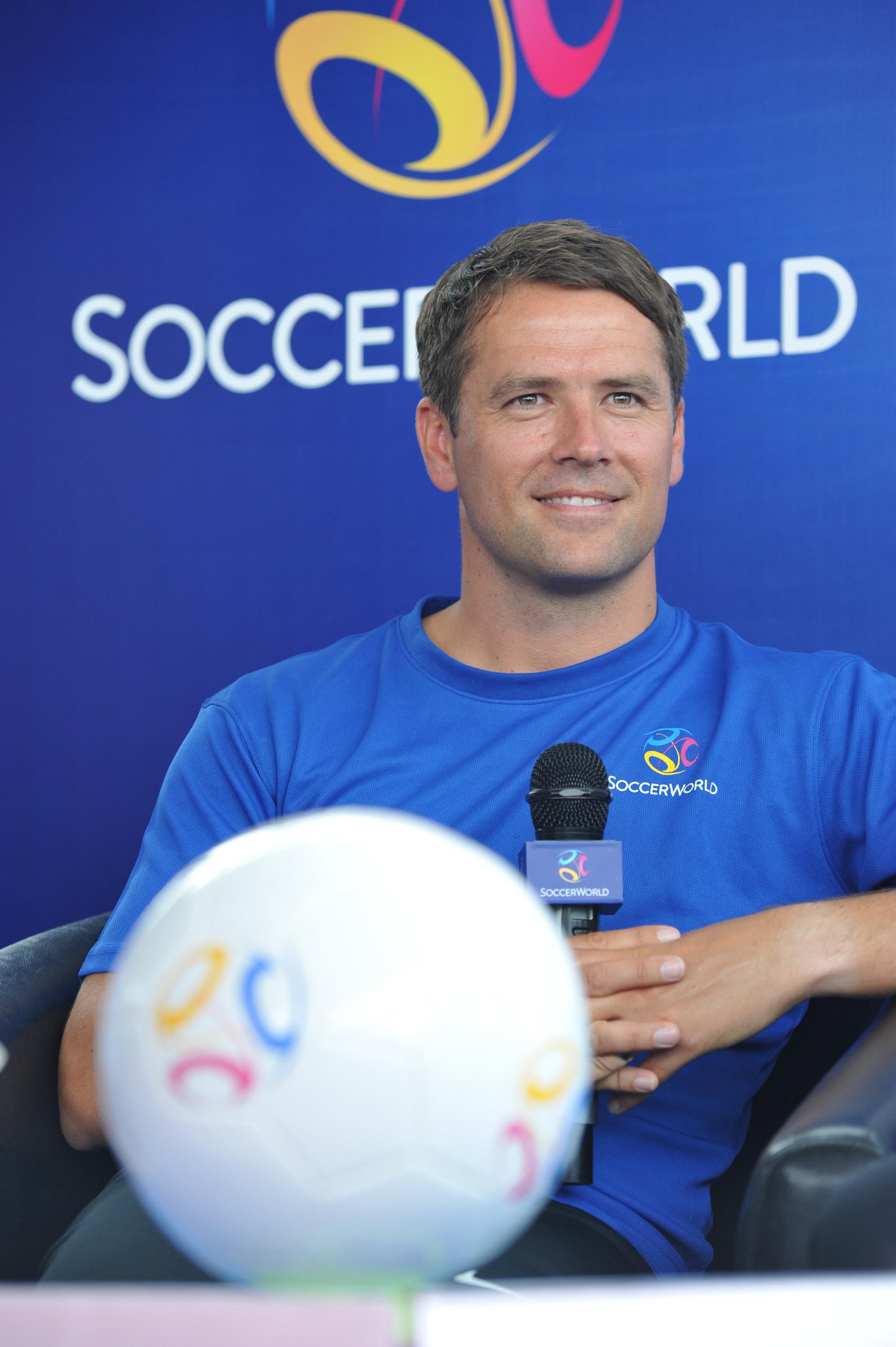
Michael Owen
geboren in 1979

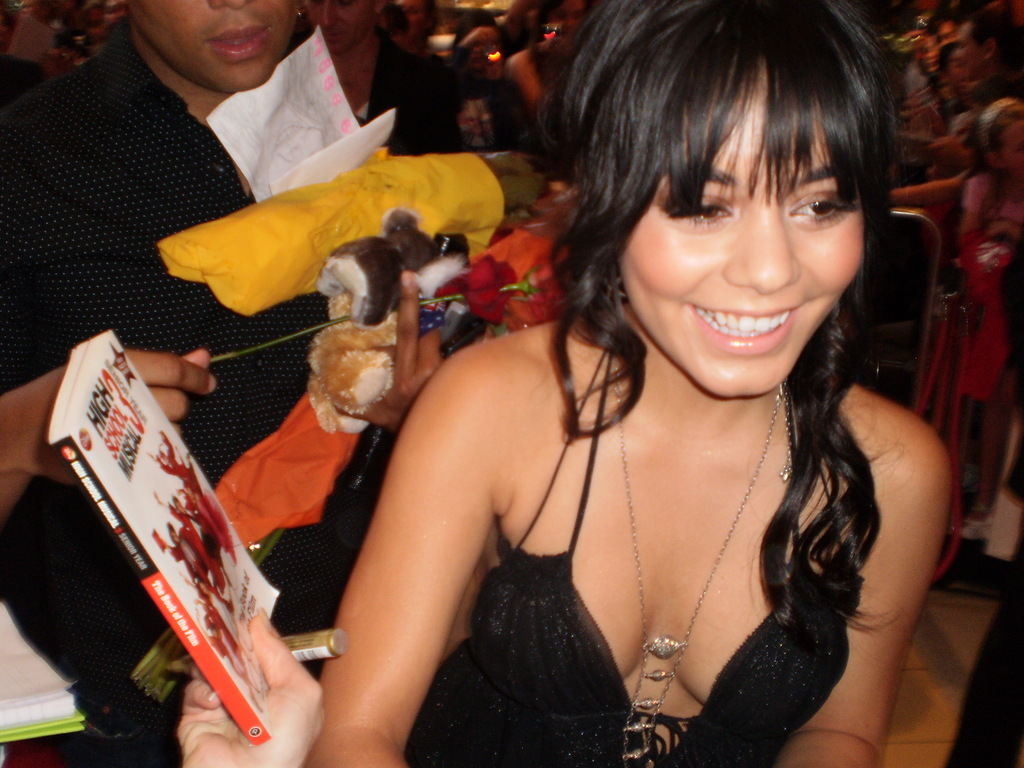
Vanessa Hudgens
geboren in 1988

- 1009 - Go-Suzaku, keizer van Japan (overleden 1045)
- 1546 - Tycho Brahe, Deens astronoom (overleden 1601)
- 1649 - Rombout Faydherbe, Belgisch schilder (overleden ±1674)
- 1749 - Pieter Pijpers, Nederlands dichter en toneelschrijver (overleden 1805)
- 1789 - Maria Szymanowska, Pools componiste en virtuoso pianiste (overleden 1831)
- 1791 - Charles Wolfe, Iers dichter (overleden 1823)
- 1812 - Hendrik Jan Aeyelts Averink, Nederlands burgemeester (overleden 1850)
- 1870 - Dirk Jan de Geer, Nederlands politicus; premier 1926-1929 en 1939-1940 (overleden 1960)
- 1870 - Karl Renner, Oostenrijks politicus (overleden 1950)
- 1873 - Joseph Jongen, Belgisch componist (overleden 1953)
- 1878 - Ruth Roellig, Duitse schrijfster (overleden 1969)
- 1883 - Morihei Ueshiba, Japans grondlegger van de vechtsport aikido (overleden 1969)
- 1889 - Bernard Bijvoet, Nederlands architect (overleden 1979)
- 1892 - Alfred Bestall, Brits illustrator en schrijver (overleden 1986)
- 1895 - Paul Éluard, Frans dichter (overleden 1952)
- 1895 - George VI, Brits koning (overleden 1952)
- 1896 - Elly Tamminga, Nederlands kunstschilderes en ondernemer (overleden 1983)
- 1897 - Margaret Chase Smith, Amerikaans republikeins politica (overleden 1995)
- 1897 - Kurt Schuschnigg, Oostenrijks politicus (overleden 1992)
- 1899 - Jan van Kampen, Nederlands atleet (overleden 1969)
- 1901 - Paul I van Griekenland (overleden 1964)
- 1902 - Joseph Vander Wee, Belgisch atleet en politicus (overleden 1978)
- 1907 - Aart Anne de Jong, Nederlands accountant en hoogleraar (overleden 1992)
- 1908 - Laurence Naismith, Brits acteur (overleden 1992)
- 1911 - Han König, Nederlands (hoorspel)acteur (overleden 1969)
- 1914 - Karl Carstens, West-Duits president (overleden 1992)
- 1915 - Magnolia Antonino, Filipijns politicus (overleden 2010)
- 1916 - Shirley Jackson, Amerikaans schrijfster (overleden 1965)
- 1917 - Tove Ditlevsen, Deens schrijfster (overleden 1976)
- 1919 - Bob Drake, Amerikaans autocoureur (overleden 1990)
- 1919 - Edouard Longerstaey, Belgisch diplomaat (overleden 1986)
- 1922 - Nikolaj Basov, Russisch natuurkundige en Nobelprijswinnaar (overleden 2001)
- 1922 - Firmin Van Kerrebroeck, Belgisch veldrijder (overleden 2011)
- 1923 - Gerard (van het) Reve, Nederlands schrijver en dichter (overleden 2006)
- 1924 - Siiri Rantanen, Fins langlaufster (overleden 2023)
- 1927 - Koos Rietkerk, Nederlands politicus (overleden 1986)
- 1929 - Ron Nelson, Amerikaans componist, muziekpedagoog en dirigent (overleden 2023)
- 1929 - Jan Rem, Nederlands atleet (overleden 2014)
- 1930 - Edgard Sorgeloos, Belgisch wielrenner (overleden 2016)
- 1931 - Arsenio Laurel, Filipijns autocoureur (overleden 1967)
- 1932 - Dejandir Dalpasquale, Braziliaans politicus (overleden 2011)
- 1932 - George Furth, Amerikaans acteur (overleden 2008)
- 1932 - Albert Spaggiari, Frans crimineel (overleden 1989)
- 1932 - Étienne Tshisekedi, Congolees politicus (overleden 2014)
- 1935 - Barbara Leigh-Hunt, Brits actrice (overleden 2024)
- 1935 - Lee Remick, Amerikaans actrice (overleden 1991)
- 1936 - Norberto Menéndez, Argentijns voetballer (overleden 1994)
- 1937 - Frans De Mulder, Belgisch wielrenner (overleden 2001)
- 1937 - Steven (Stefan Wilsens), Belgisch kunstenaar en tekenaar (overleden 2023)[11]
- 1938 - Don Addrisi, Amerikaans singer-songwriter (overleden 1984)
- 1938 - Leonardo Boff, Braziliaans theoloog
- 1940 - Mient Jan Faber, Nederlands wiskundige en vredesactivist (overleden 2022)
- 1940 - Johanna Kruit, Nederlands jeugdboekenschrijfster
- 1941 - Iván Menczel, Hongaars voetballer (overleden 2011)
- 1941 - Ellen Willis, Amerikaans journalist, activist, feminist en muziekcriticus (overleden 2006)
- 1942 - Juan Diego, Spaans acteur (overleden 2022)
- 1942 - Benny Lennartsson, Zweeds voetballer en voetbalcoach
- 1942 - Dick Wagner, Amerikaans gitarist en songwriter (overleden 2014)
- 1943 - Louis Gooren, Nederlands endocrinoloog (overleden 2023)
- 1943 - Henk Vreekamp, Nederlands theoloog en predikant (overleden 2016)
- 1945 - Roque Avallay, Argentijns voetballer
- 1945 - Wil van Beveren, Nederlands voetballer
- 1946 - Jane Birkin, Brits-Frans actrice en zangeres (overleden 2023)
- 1946 - Patty Duke, Amerikaans actrice (overleden 2016)
- 1946 - Ruth Fuchs, Duits atlete en politica (overleden 2023)
- 1946 - Peter Lorimer, Schots voetballer (overleden 2021)
- 1946 - Jose Perez, Filipijns hooggerechtshofrechter (overleden 2021)
- 1946 - Stan Smith, Amerikaans tennisser
- 1947 - Dilma Rousseff, Braziliaans politica; president 2011-2016
- 1948 - Selda Bağcan, Turks zangeres en songwriter
- 1948 - Boudewijn Büch, Nederlands schrijver (overleden 2002)
- 1948 - Peeter Kreitzberg, Estisch politicus en wetenschapper (overleden 2011)
- 1948 - Dee Wallace-Stone, Amerikaans actrice
- 1949 - Jan Mastwijk, Nederlands politicus
- 1949 - Alfred Veltman, Nederlands burgemeester
- 1949 - Cliff Williams, Engels bassist
- 1950 - Vicki Michelle, Brits actrice
- 1950 - Alex Roelofs, Nederlands platenproducer
- 1951 - Mike Krüger, Duits acteur, cabaretier en zanger
- 1951 - Jan Timman, Nederlands schaker
- 1951 - Celia Weston, Amerikaans actrice
- 1953 - Vijay Amritraj, Indiaas tennisser
- 1954 - Tony De Pauw, Belgisch ondernemer (overleden 2025)
- 1954 - James Horan, Amerikaans acteur
- 1955 - Dan Immerfall, Amerikaans schaatser
- 1955 - Jan Trøjborg, Deens politicus (overleden 2012)
- 1956 - Peter H. Gilmore, Amerikaans satanist
- 1956 - Alex Vieira, Frans-Portugees motorcoureur
- 1956 - Hanni Wenzel, Liechtensteins alpineskiester
- 1957 - Onno Krijn, Nederlands componist, arrangeur en musicus (overleden 2015)
- 1958 - Jan Fabre, Belgisch kunstenaar
- 1959 - Ernst Kuipers, Nederlands medicus, hoogleraar, universiteitsbestuurder en politicus
- 1959 - Hubert Meunier, Luxemburgs voetballer
- 1960 - Ebrahim Raisi, Iraans politicus en president (overleden 2024)
- 1960 - Chris Waddle, Engels voetballer
- 1961 - Frank Vijg, Nederlands politicus
- 1963 - Kari Laukkanen, Fins voetballer
- 1963 - Vicenç Pagès i Jordà, Spaans schrijver (overleden 2022)
- 1964 - Rebecca Gibney, Nieuw-Zeelands actrice
- 1964 - Ingrid Paul, Nederlands schaatsster en schaatscoach
- 1965 - Helle Helle, Deens schrijfster
- 1965 - Ted Raimi, Amerikaans acteur
- 1966 - Tim Sköld, Zweeds muzikant
- 1966 - Michael Stoyanov, Amerikaans acteur en scenarioschrijver
- 1966 - Helle Thorning-Schmidt, Deens premier
- 1967 - James Debbah, Liberiaans voetballer
- 1967 - Jorge Ferreira da Silva (Palhinha), Braziliaans voetballer
- 1967 - Hanne Haugland, Noors atlete
- 1968 - Yotam Ottolenghi, Israëlisch-Brits kok en auteur van kookboeken
- 1969 - Archie Kao, Amerikaans acteur
- 1969 - Natascha McElhone, Engels actrice
- 1969 - Arthur Numan, Nederlands voetballer
- 1970 - Beth Orton, Brits singer-songwriter
- 1971 - Viktor Bologan, Moldavisch schaker
- 1971 - Natascha McElhone, Engels actrice
- 1971 - Jun Limpot, Filipijns basketballer
- 1972 - Miranda Hart, Brits actrice en comédienne
- 1973 - Tomasz Radzinski, Canadees voetballer
- 1974 - Ivan Quaranta, Italiaans wielrenner
- 1975 - Massimiliano Busnelli, Italiaans autocoureur
- 1975 - KaDee Strickland, Amerikaans actrice
- 1975 - Andrés Scotti, Uruguayaans voetballer
- 1975 - Nadia Zerouali, Nederlands schrijfster en presentratice
- 1976 - Tammy Blanchard, Amerikaans actrice
- 1976 - Wim Coenen, Belgisch stand-upcomedian, imitator en radiomaker
- 1976 - André Couto, Portugees-Macaus autocoureur
- 1976 - Petter Hansson, Zweeds voetballer
- 1976 - Igor Tomašić, Kroatisch voetballer
- 1978 - Tiaan Kannemeyer, Zuid-Afrikaans wielrenner
- 1978 - Steffen Morrison, Nederlands soulzanger en liedjesschrijver
- 1978 - Patty Schnyder, Zwitsers tennisster
- 1979 - Jean-Alain Boumsong, Frans voetballer
- 1979 - Sophie Monk, Australisch zangeres, actrice en model
- 1979 - Michael Owen, Engels voetballer
- 1980 - Thed Björk, Zweeds autocoureur
- 1980 - Carlos José Ochoa, Venezolaans wielrenner
- 1980 - Didier Zokora, Ivoriaans voetballer
- 1981 - Liam Lawrence, Iers voetballer
- 1982 - Mark-Jan Fledderus, Nederlands voetballer
- 1982 - Steve Sidwell, Engels voetballer
- 1983 - Marko Andić, Servisch voetballer
- 1983 - Linda Mackenzie, Australisch zwemster
- 1984 - Chris Brunt, Noord-Iers voetballer
- 1984 - Daniele Chiffi, Italiaans voetbalscheidsrechter
- 1984 - Nika Fleiss, Kroatisch alpineskiester
- 1984 - Jackson Rathbone, Amerikaans acteur
- 1985 - Jakub Błaszczykowski, Pools voetballer
- 1985 - Jevgeni Lagoenov, Russisch zwemmer
- 1985 - Paul Toes, Nederlands rolstoelbasketballer
- 1985 - Juan Camilo Zúñiga, Colombiaans voetballer
- 1987 - Lauren Boyle, Nieuw-Zeelands zwemster
- 1987 - Johannes Flum, Duits voetballer
- 1987 - Julia Smit, Amerikaans zwemster
- 1987 - Markel Susaeta, Spaans voetballer
- 1988 - Eneko Bóveda, Spaans voetballer
- 1988 - Vanessa Hudgens, Amerikaans actrice en zangeres
- 1988 - Roberto Nani, Italiaans alpineskiër
- 1988 - Nils Schouterden, Belgisch voetballer
- 1988 - Anna-Maria Zimmermann, Duits schlagerzangeres
- 1990 - Rianne de Vries, Nederlands shorttrackster
- 1991 - Ornella Oettl Reyes, Peruviaans alpineskiester
- 1992 - Tori Kelly, Amerikaans singer-songwriter
- 1992 - Ryo Miyaichi, Japans voetballer
- 1993 - Antonio Giovinazzi, Italiaans autocoureur
- 1993 - Josh Vela, Engels voetballer
- 1994 - Lannan Eacott, Australisch youtuber
- 1994 - Javon Francis, Jamaicaans atleet
- 1994 - Jason Lowndes, Australisch wielrenner (overleden 2017)
- 1996 - Li Zijun, Chinees kunstschaatsster
- 1997 - Clement Deflandre, Belgisch atleet
- 1997 - Armand Marchant, Belgisch alpineskiër
- 1998 - Sophie Hediger, Zwitsers snowboardster (overleden 2024)
- 1998 - Jurre Otto, Nederlands zanger
- 2001 - Damien Girard, Frans wielrenner
- 2001 - Reira Iwabuchi, Japans snowboardster
- 2004 - Annika Wedderkopp, Deens zangeres en actrice

## Overleden
- 872 - Paus Adrianus II (80)

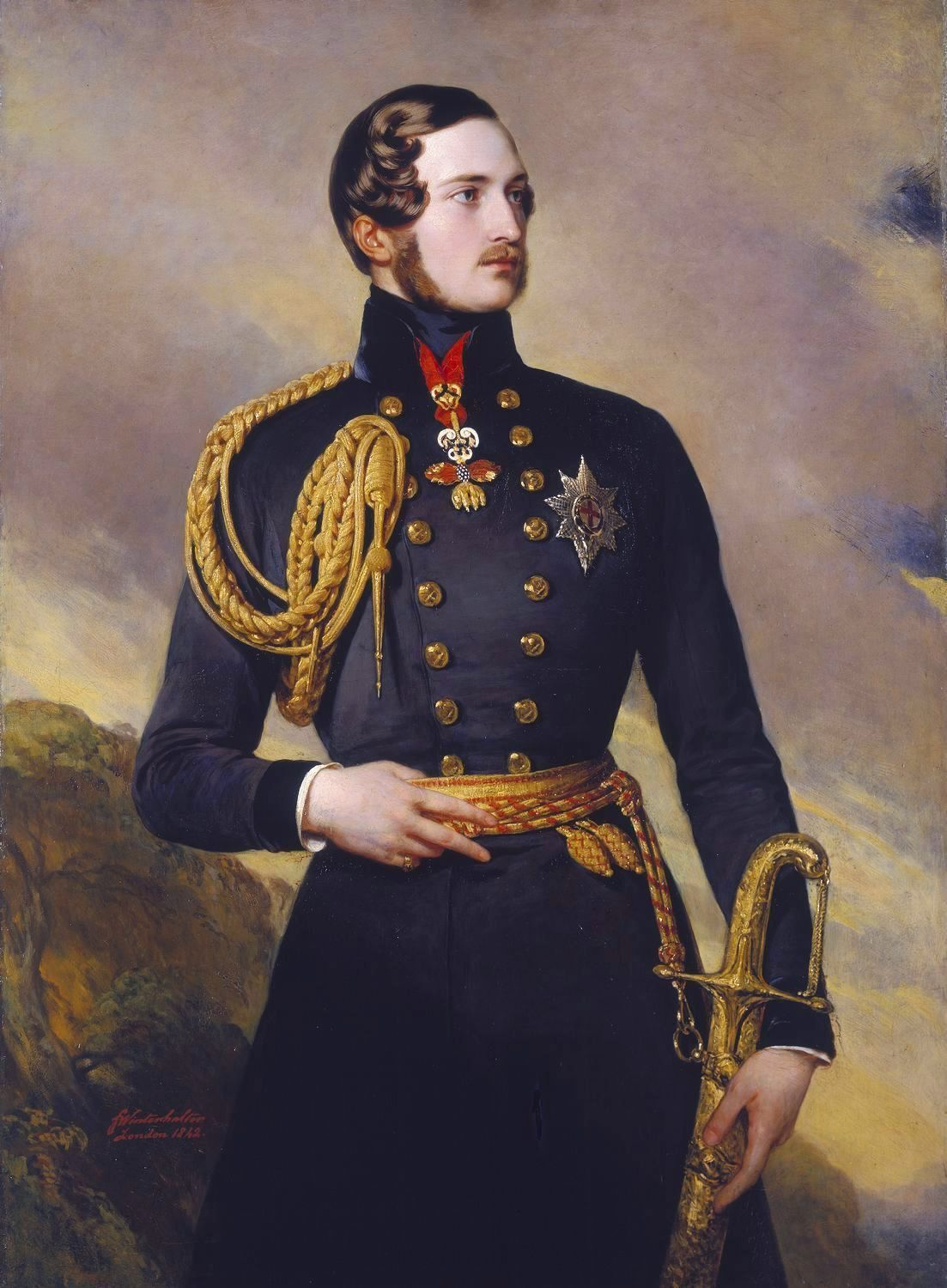
Albert van Saksen-Coburg en Gotha
overleden in 1861

Myrna Loy
overleden in 1993

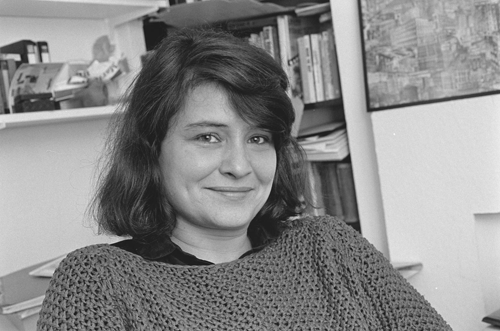
Olga Madsen
overleden in 2011

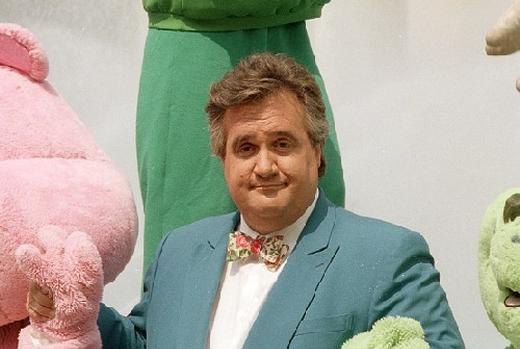
Han Peekel
overleden in 2022

- 1503 - Sten Sture de Oudere (63), Zweeds staatsman
- 1591 - Johannes van het Kruis (49), Spaans heilige
- 1762 - Josep Pla (±34), Spaans hoboïst en componist
- 1788 - Carl Philipp Emanuel Bach (74), Duits componist
- 1788 - Karel III (72), Koning van Spanje
- 1799 - George Washington (67), eerste president van de Verenigde Staten van Amerika
- 1861 - Albert van Saksen-Coburg en Gotha (42), echtgenoot van koningin Victoria van het Verenigd Koninkrijk
- 1863 - Ignacio Comonfort (41), Mexicaans staatsman
- 1873 - Louis Agassiz (64), Zwitsers-Amerikaans bioloog en geoloog
- 1878 - Prinses Alice van het Verenigd Koninkrijk (35), sinds 1877 de groothertogin van Hessen-Darmstadt
- 1885 - Ernst Falkbeer (66), Oostenrijks schaker
- 1926 - Théo van Rysselberghe (64), Belgisch schilder
- 1928 - Pierre Ruffey (77), Frans militair
- 1932 - Edgard Poelmans (46), Belgisch voetballer
- 1937 - Bertha Waszklewicz-van Schilfgaarde (87), Nederlands vredesactivist en publicist
- 1952 - Jan Terpstra (64), Nederlands politicus
- 1957 - Josef Lada (69), Tsjechisch kunstschilder en illustrator
- 1960 - Remi Parmentier (65), Belgisch archivaris en historicus
- 1963 - Kid Dynamite (52), Surinaams jazzmuzikant
- 1963 - Dinah Washington (39), Amerikaans blues-, R&B- en jazzzangeres
- 1974 - Fritz Szepan (67), Duits voetballer
- 1984 - Alberto Fernández (29), Spaans wielrenner
- 1988 - Dolf Benz (79), Nederlands atleet
- 1989 - Andrej Sacharov (68), Russisch natuurkundige en dissident
- 1990 - Friedrich Dürrenmatt (69), Zwitsers schrijver
- 1990 - Johannes von Thurn und Taxis (64), Duits prins von Thurn und Taxis
- 1993 - Myrna Loy (88), Amerikaans actrice
- 1999 - Gré Brouwenstijn (84), Nederlands operazangeres (sopraan)
- 2000 - Myroslav Ivan Ljoebatsjivsky (86), Oekraïens kardinaal en grootaartsbisschop van Lviv
- 2001 - W.G. Sebald (57), Duits schrijver
- 2003 - Blas Ople (76), Filipijns politicus
- 2004 - Aleksej Kornejev (65), Sovjet voetballer
- 2004 - Fernando Poe jr. (65), Filipijns acteur en presidentskandidaat
- 2005 - Rudi Oxenaar (80), Nederlands museumdirecteur
- 2005 - Leopold Vermeiren (91), Belgisch jeugdboekenschrijver
- 2006 - Ahmet Ertegün (83), Amerikaans ondernemer
- 2008 - Ramón Barce (80), Spaans componist
- 2008 - Ricardo Infante (84), Argentijns voetballer
- 2009 - Heiner Schober (82), Duits voetballer
- 2011 - Luigi Carpaneda (86), Italiaans schermer
- 2011 - Olga Madsen (64), Nederlands cineaste en televisieproducente
- 2013 - John Cornforth (96), Australisch chemicus en Nobelprijswinnaar
- 2013 - Peter O'Toole (81), Iers acteur
- 2014 - Cees van der Pluijm (60), Nederlands schrijver en dichter
- 2015 - Aleš Veselý (80), Tsjechisch schilder en beeldhouwer
- 2016 - Paulo Evaristo Arns (95), Braziliaans kardinaal en aartsbisschop
- 2016 - Karel Husa (95), Amerikaans componist, muziekpedagoog, dirigent en trompettist
- 2016 - Gérard Lemaître (80), Frans balletdanser
- 2016 - Halfdan Mahler (93), Deens arts en directeur-generaal van de Wereldgezondheidsorganisatie
- 2016 - Päivi Paunu (70), Fins zangeres
- 2017 - Marc Van Eeghem (57), Belgisch acteur
- 2017 - Sietz Leeflang (84), Nederlands wetenschapsjournalist en milieuactivist
- 2018 - Joe Osborn (81), Amerikaans studiomuzikant
- 2019 - Panamarenko (79), Belgisch kunstenaar
- 2020 - Gérard Houllier (73), Frans voetbaltrainer
- 2021 - Harm Pinkster (79), Nederlands hoogleraar, latinist en auteur
- 2021 - Sonny Rhodes (81), Amerikaans bluesmuzikant
- 2022 - Joop Dikmans (92), Nederlands acteur en clown
- 2022 - Jacob Luitjens (103), Nederlands collaborateur
- 2022 - Han Peekel (75), Nederlands televisiepresentator en televisieproducent
- 2023 - Amerigo Thodé (73), Curaçaos politicus
- 2024 - Jacques Bloch (96), Belgisch ondernemer
- 2024 - Frans Körver (87), Nederlands voetballer en voetbaltrainer
- 2024 - Let de Stigter-Huising (94), Nederlands politica
- 2024 - Josef Taus (91), Oostenrijks politicus

## Viering/herdenking
- Rooms-katholieke kalender:

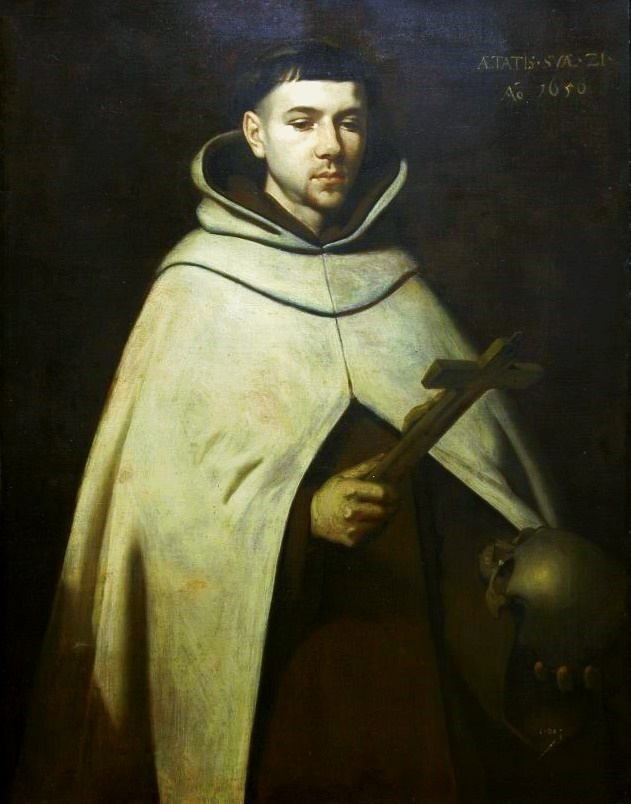
H. Johannes van het Kruis

  - Heilige Johannes van het Kruis († 1591) - Gedachtenis
  - Heilige Nicasius (van Reims) († c. 451) - Vrije Gedachtenis (in aartsbisdom Mechelen-Brussel)
  - Heilige Venantius Fortunatus († c.605/10)
  - Heilige Abundius († 283)
  - Heilige Pompeius van Pavia († 290)
  - Heilige Viator van Bergamo († 378)
  - Heilige Jucundus (van Reims) († c. 451)
  - Heiligen Martelaren van Alexandrië: Arseen († 250)
  - Heiligen Martelaren van Hayle: Fingar en Phiala († 5e eeuw)
  - Heilige Folkwin (van Terwaan) († 855)- Vrije Gedachtenis (in bisdom Brugge)
  - Heilige Nimatullah Youssef Kassab Al-Hardini († 1858)
  - Zalige Francisca Schervier († 1876)

## Weerextremen

### Nederland
| | Officiële records | Officiële records | Officiële records |      | Landelijke records | Landelijke records | Landelijke records  |
| Gebeurtenis | Jaar              | Extreem           | Locatie           | Jaar | Extreem            | Locatie            |                     |
| --- | ----------------- | ----------------- | ----------------- | ---- | ------------------ | ------------------ | ------------------- |
| Laagste etmaalgemiddelde temperatuur (°C) | 1933              | −9,6              | De Bilt           |      | 1933               | −11,0              | Maastricht          |
| Hoogste etmaalgemiddelde temperatuur (°C) | 1912, 1998        | 10,7              | De Bilt           |      | 1918               | 11,5               | Vlissingen          |
| Laagste minimumtemperatuur (°C) | 1933              | −13,4             | De Bilt           |      | 1933               | −13,4              | De Bilt             |
| Hoogste minimumtemperatuur (°C) | 1929, 1948, 1972  | 9,1               | De Bilt           |      | 1948 2006          | 10,7               | Vlissingen Vlieland |
| Laagste maximumtemperatuur (°C) | 1933              | −5,8              | De Bilt           |      | 1933               | −7,9               | Maastricht          |
| Hoogste maximumtemperatuur (°C) | 1941              | 13,3              | De Bilt           |      | 1989               | 14,0               | Eindhoven           |
| Hoogste uurgemiddelde windsnelheid (m/s) | 1907              | 15,9              | De Bilt           |      | 1979               | 25,7               | Cadzand             |
| Hoogste windstoot (m/s) | 1956              | 24,2              | De Bilt           |      | 2000               | 37,0               | Huibertgat          |
| Langste zonneschijnduur (uur) | 1975              | 7,3               | De Bilt           |      | 1975               | 7,3                | De Bilt             |
| Langste neerslagduur (uur) | 1957              | 15,1              | De Bilt           |      | 1957               | 15,1               | De Bilt             |
| Hoogste etmaalsom van de neerslag (mm) | 1978              | 25,4              | De Bilt           |      | 1978               | 27,7               | Gilze-Rijen         |
| Laagste etmaalgemiddelde relatieve vochtigheid (%) | 1935              | 61                | De Bilt           |      | 1933               | 50                 | Eelde               |
| Laagste uurwaarde luchtdruk op zeeniveau (hPa) | 1981              | 970,8             | De Bilt           |      | 1907               | 968,4              | De Kooy             |
| Hoogste uurwaarde luchtdruk op zeeniveau (hPa) | 2001              | 1042,6            | De Bilt           |      | 2001               | 1044,1             | Hoorn Terschelling  |
| Officiële records worden altijd gemeten op het KNMI-weerstation in De Bilt. Landelijke records kunnen worden gemeten op elk officieel KNMI-weerstation in Nederland. |                   |                   |                   |      |                    |                    |                     |

Uitzonderlijke gebeurtenissen
- 1933 - Officieel laagste minimumtemperatuur in °C van het jaar gemeten in De Bilt: −13,4
- 1982 - Officieel laagste minimumtemperatuur in °C van december dit jaar gemeten in De Bilt: −2,8
- 1992 - Officieel hoogste minimumtemperatuur in °C van december dit jaar gemeten in De Bilt: 8,1
- 1998 - Officieel hoogste minimumtemperatuur in °C van december dit jaar gemeten in De Bilt: 7,8
- 2022 - Officieel laagste minimumtemperatuur in °C van het jaar gemeten in De Bilt: −7,7

### België
Dagrecords
- 1933 - Laagste etmaalgemiddelde temperatuur −9,6 °C
- 1918 - Hoogste etmaalgemiddelde temperatuur 11,8 °C
- 1899 - Laagste minimumtemperatuur −15,3 °C
- 1989 - Hoogste maximumtemperatuur 13,6 °C
- 1962 - Hoogste etmaalsom van de neerslag 14 mm

Uitzonderlijke gebeurtenissen
- 1933 - Maximumtemperatuur tot −3,2 °C in Oostende en −7,1 °C in Wardin (Bastogne).

<< · 1 · 2 · 3 · 4 · 5 · 6 · 7 · 8 · 9 · 10 · 11 · 12 · 13 · 14 · 15 · 16 · 17 · 18 · 19 · 20 · 21 · 22 · 23 · 24 · 25 · 26 · 27 · 28 · 29 · 30 · 31 · >>